# Java Transaction API
JTA (del inglés Java Transaction API - API para transacciones en Java) es parte de las APIs de Java EE. JTA establece una serie de Interfaces java entre el manejador de transacciones y las partes involucradas en el sistema de transacciones distribuidas: el servidor de aplicaciones, el manejador de recursos y las aplicaciones transaccionales. JTA fue desarrollado por Sun Microsystems. JTA es una especificación construida bajo el Proceso de Comunidad Java JSR 907.
- Datos: Q156763